# Paisio I di Costantinopoli
Paisio I (in greco Παΐσιος Α΄?; Lesbo, ... – XVII secolo) è stato un arcivescovo ortodosso greco, patriarca ecumenico di Costantinopoli per due volte negli anni 1652-1655.

## Biografia
Paisio nacque tra il XVI e il XVII secolo, la data esatta non è nota, sull'isola di Lesbo. Fu metropolita di Larissa dal 1645 al 1652, e di Cizico dal 1653 al 1654. In un periodo di grande turbolenza nel patriarcato di Costantinopoli, non si distinse particolarmente durante i suoi due regni. 
Dopo la sua seconda e definitiva deposizione, si trasferì a Heybeliada, ricevendo eis zoarkeian, cioè, senza obblighi pastorali, le metropoli di Efeso e Cizico. La data e il luogo della sua morte non sono noti, ma probabilmente morì a Halki nel XVII secolo.